# Ipsative Daten
In der Statistik heißen Daten ipsativ (von lateinisch ipse „selbst“), wenn sich die Skalen, mit denen an verschiedenen Individuen Messwerte erhoben werden, von Individuum zu Individuum unterscheiden. Beispielsweise wird bei einer Versuchsperson durch prozentuale und vergleichende Schätzung erhoben, wie stark ein bestimmtes Interesse oder eine bestimmte Motivation im Vergleich zu den anderen aktuell erlebten Interessen ist, dieser Vergleich würde bei einer anderen Versuchsperson unterschiedlich ausfallen.
Speziell wird von ipsativen Daten gesprochen, wenn sich die an einem Individuum erhobenen verschiedenen Messwerte in der Summe ausgleichen. Als Ipsativierung bezeichnet man in der Statistik entsprechend auch die Zentrierung (Ausrichtung) von mehreren am gleichen Individuum erhobenen Messwerten am individuellen Gesamtmittelwert.
Ipsative Daten entstehen regelmäßig durch Forced-Choice-Befragungen, in denen die Testpersonen zwischen sich ausschließenden Alternativen wählen müssen. Ein Beispiel einer Forced-Choice-Frage wäre: „Welcher der beiden folgenden Sätze beschreibt am besten Ihre Interessen: a.) Ich mag es, Blumen zu arrangieren. b.) Ich löse gerne Software-Probleme.“ Durch die Fragestellung sind beide Items miteinander verknüpft, Vorliebe für Blumenarrangements korreliert nach der Konstruktion der Befragung negativ mit Vorliebe für Softwareprobleme, obwohl die Vorlieben bei einer anderen Form der Befragung positiv miteinander korrelieren könnten. Dies hat Konsequenzen für die Auswertung: Solche individuumzentrierten Messungen sind zwischen Personen nur unter großen Vorbehalten vergleichbar. Ipsative Daten finden vor allem Verwendung, wenn eine intra-individuelle Analyse der Eigenschaften im Vordergrund steht. Um eine Vergleichbarkeit z. B. zu einer Normgruppe herstellen zu können, benötigt man normative Daten.